# Вуд Крик (Вашингтон)
Вуд Крик (енгл. Woods Creek) насељено је место без административног статуса у америчкој савезној држави Вашингтон.

## Демографија
По попису из 2010. године број становника је 5.589, што је 1.087 (24,1%) становника више него 2000. године.
| Група             | 2000.         | 2010.         |
| Белци             | 4.154 (92,3%) | 4.874 (87,2%) |
| Афроамериканци    | 6 (0,1%)      | 34 (0,6%)     |
| Азијати           | 32 (0,7%)     | 133 (2,4%)    |
| Хиспаноамериканци | 207 (4,6%)    | 356 (6,4%)    |
| Укупно            | 4.502         | 5.589         |